# تقع ذو منقار
تُقَع ذو منقار (الاسم العلمي Chelmon rostratus)، نوع سمك من التقع ينتمي إلى فصيلة الأسماك الفراشية.اعطانه المحيط الهندي والمحيط الهادي.